# Daniel Mudau
Daniel Mbulaheni Mudau (ur. 31 stycznia 1975 w Mamelodi) – południowoafrykański piłkarz grający na pozycji napastnika. W reprezentacji Republiki Południowej Afryki rozegrał 16 meczów i strzelił 3 gole.

## Kariera klubowa
Karierę piłkarską Mudau rozpoczął w klubie Ratanang Maholosiane. W 1991 roku zadebiutował w jego barwach w pierwszej lidze południowoafrykańskiej. W Ratanang Maholosiane grał przez jeden sezon.
W 1992 roku Mudau odszedł do zespołu Mamelodi Sundowns. W Mamelodi Sundowns grał do końca sezonu 2002/2003, czyli do zakończenia swojej kariery piłarskiej. Wraz z zespołem Mamelodi Sundowns czterokrotnie wywalczył mistrzostwo Republiki Południowej Afryki w latach 1993, 1998, 1999 i 2000. Zdobył również Rothmans Cup w 1999 roku. W Mamelodi Sundowns wystąpił 351 razy w meczach ligowych i strzelił w nich 155 goli.
| Sezon   | Klub                 | Kraj              | Rozgrywki             | Mecze | Bramki |
| ------- | -------------------- | ----------------- | --------------------- | ----- | ------ |
| 1991    | Ratanang Maholosiane | Południowa Afryka | I. liga               | 37    | 7      |
| 1992    | Mamelodi Sundowns    | Południowa Afryka | I. liga               | 30    | 16     |
| 1993    | Mamelodi Sundowns    | Południowa Afryka | I. liga               | 37    | 19     |
| 1994    | Mamelodi Sundowns    | Południowa Afryka | I. liga               | 38    | 13     |
| 1995    | Mamelodi Sundowns    | Południowa Afryka | I. liga               | 29    | 14     |
| 1996/97 | Mamelodi Sundowns    | Południowa Afryka | Premier Soccer League | 32    | 18     |
| 1997/98 | Mamelodi Sundowns    | Południowa Afryka | Premier Soccer League | 40    | 18     |
| 1998/99 | Mamelodi Sundowns    | Południowa Afryka | Premier Soccer League | 39    | 19     |
| 1999/00 | Mamelodi Sundowns    | Południowa Afryka | Premier Soccer League | 34    | 16     |
| 2000/01 | Mamelodi Sundowns    | Południowa Afryka | Premier Soccer League | 41    | 15     |
| 2001/02 | Mamelodi Sundowns    | Południowa Afryka | Premier Soccer League | 31    | 17     |
| 2002/03 | Mamelodi Sundowns    | Południowa Afryka | Premier Soccer League | 0     | 0      |

## Kariera reprezentacyjna
W reprezentacji Republiki Południowej Afryki Mudau zadebiutował w 1993 roku. W 1996 roku wywalczył mistrzostwo Afryki w Pucharze Narodów Afryki 1996, na którym wystąpił 1 raz, w półfinałowym meczu z Ghaną (3:0). W 2000 roku podczas Pucharu Narodów Afryki 2000 zajął 3. miejsce z RPA, jednak Mudau nie wystąpił na tym turnieju ani razu. W kadrze narodowej od 1993 do 1999 roku rozegrał 16 meczów i strzelił 3 gole.